# Sheik Chinna Moulana

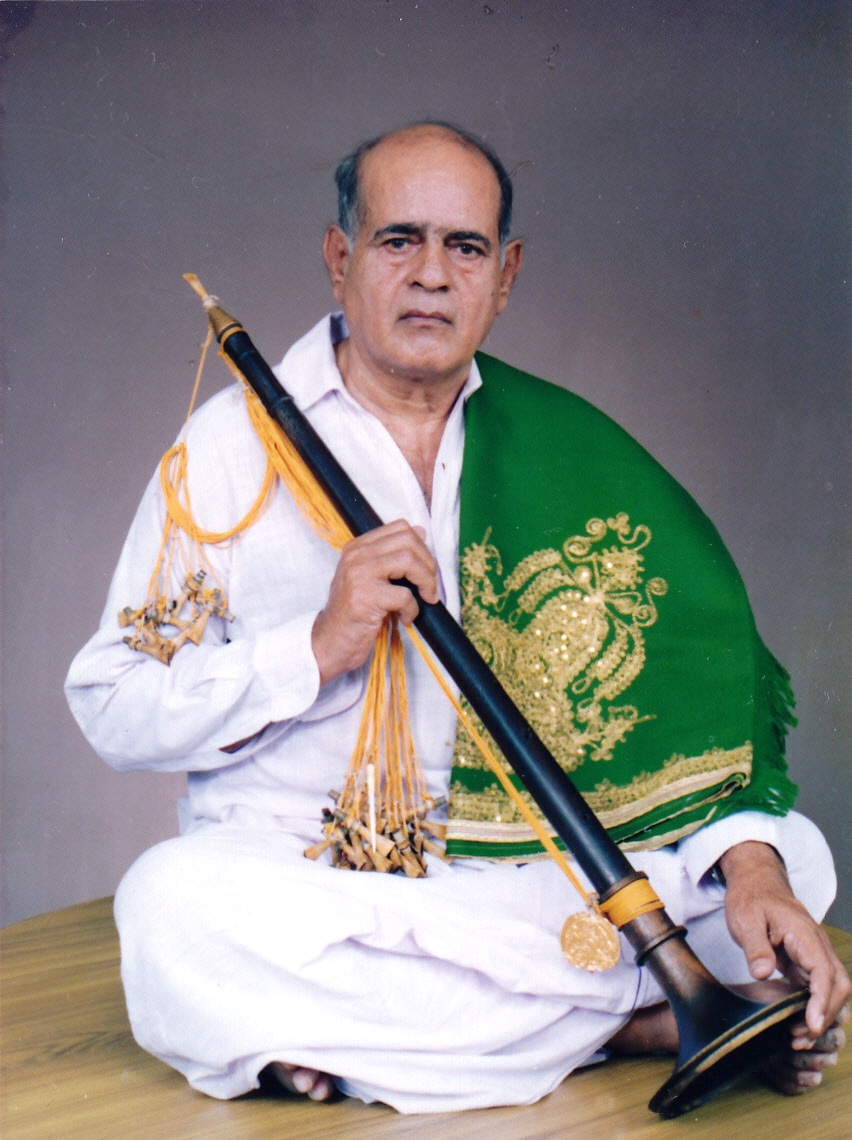
Sheik Chinna Moulana

Ustad Sheik Chinna Moulana (1924, Guntur, Andhra Pradesh – 1999, Srirangam, Tamil Nadu) fue un prominente músico indio, intérprete de nadaswaram.
Comenzó sus primeras lecciones musicales con su padre, Kasim Sahib, y después con vidwan Adam Sahib. Recibió más adelante entrenamiento en el estilo Tanjore bajo el tutelaje de los hermanos Nachiarkoil, Rajan y Dorai Kannu. Dio su primera presentación en 1960 en Tamil Nadu, y rápidamente ganó reconocimiento.  Aunque de familia musulmana, fue un devoto seguidor de la deidad hindú Ranganatha, lo que lo llevó a residir en la ciudad de peregrinaje Srirangam. Ahí fundó Sarada Nagaswara Sangeeta Ashram,  una escuela para aspirantes a ejecutantes de nadaswaram. Estudiantes notables del ashram fueron sus nietos Babu, Pedda Kasim y Chinna Kasim, así como Mahaboob Subani y Kalishabi Mahaboob. 
Chinna Moulana fue un admirador en su niñez de T.N. Rajarathnam Pillai, y en los últimos años emulaba el estilo de Pillai en el  nadaswaram. Entre sus varios premios están los prestigiosos Padma Shri (1977), Sangeet Natak Akademi Award (1976) y el título Sangeetha Kalanidhi (1998).

## Discografía selecta
- Nadhaswaram: Music of South India (1996)
- Woodwind Melodies (1996)
- Musical Heralds from South India
- Celestial Nadaswaram Recitals
- Mellifluous Nadaswaram Recitals
- The Sound of Nadaswaram
- Nadaswaram Samrat